# Jüdischer Friedhof (Flacht)

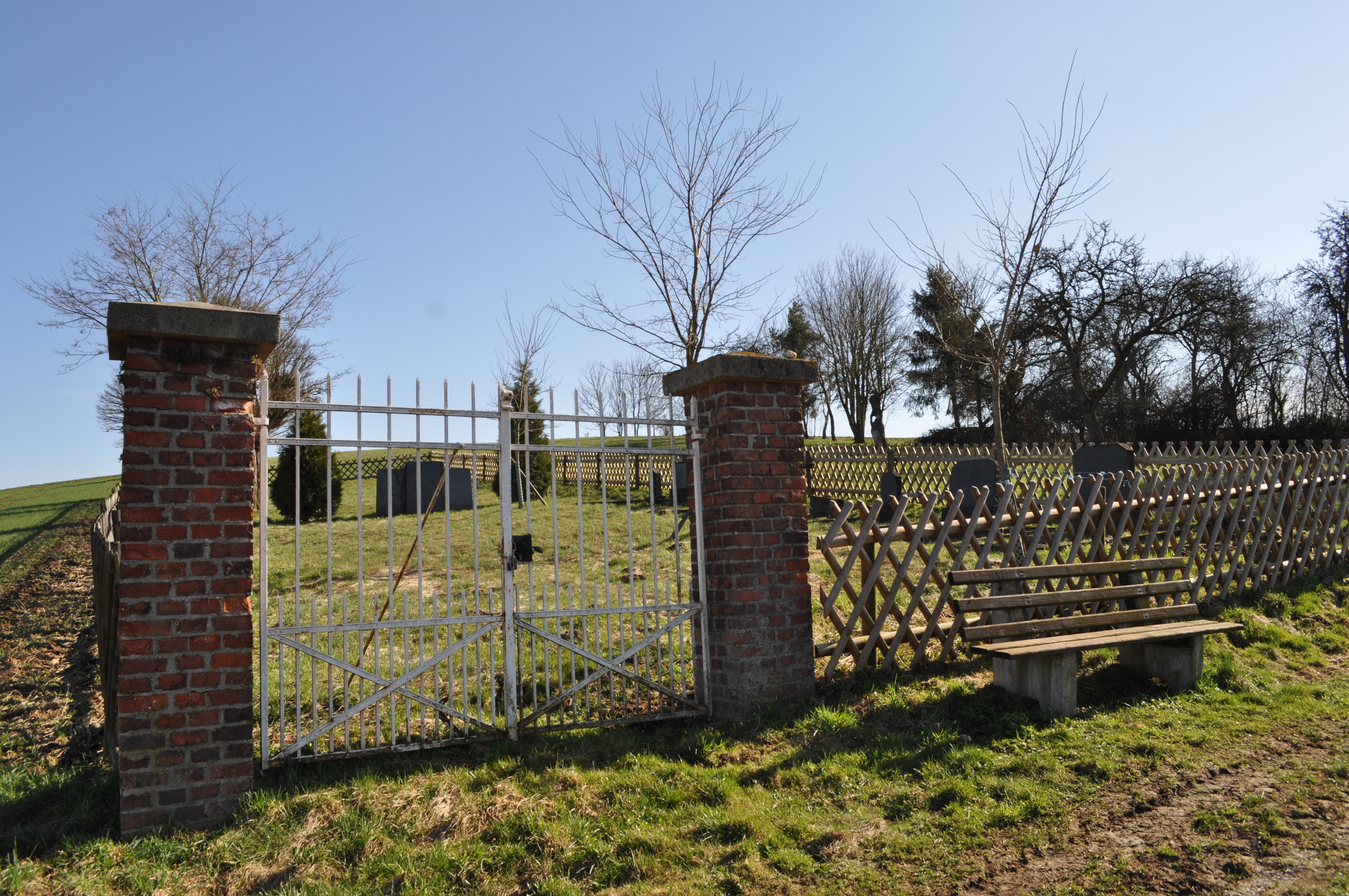
Jüdischer Friedhof Flacht

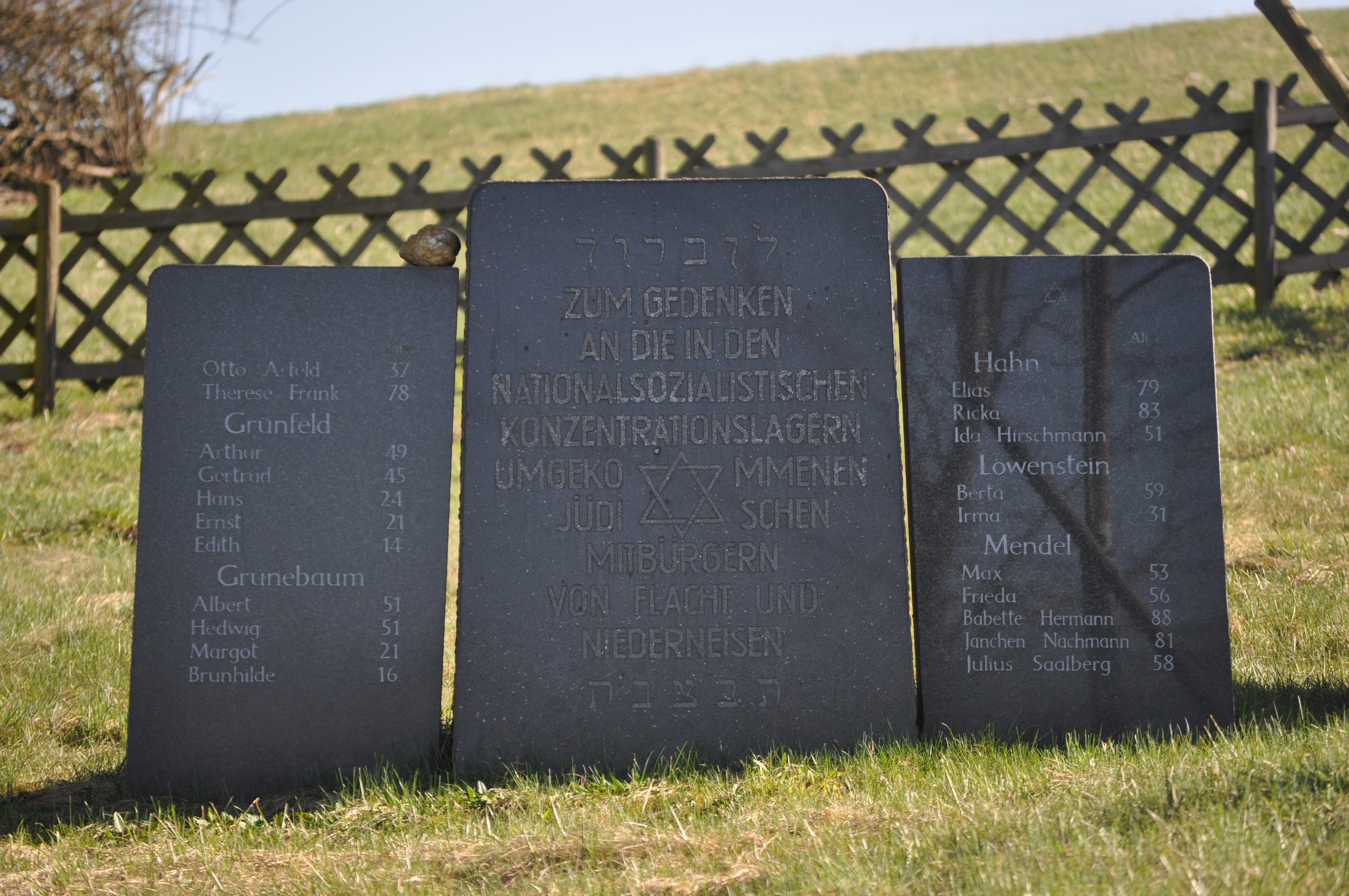
Gedenkstein

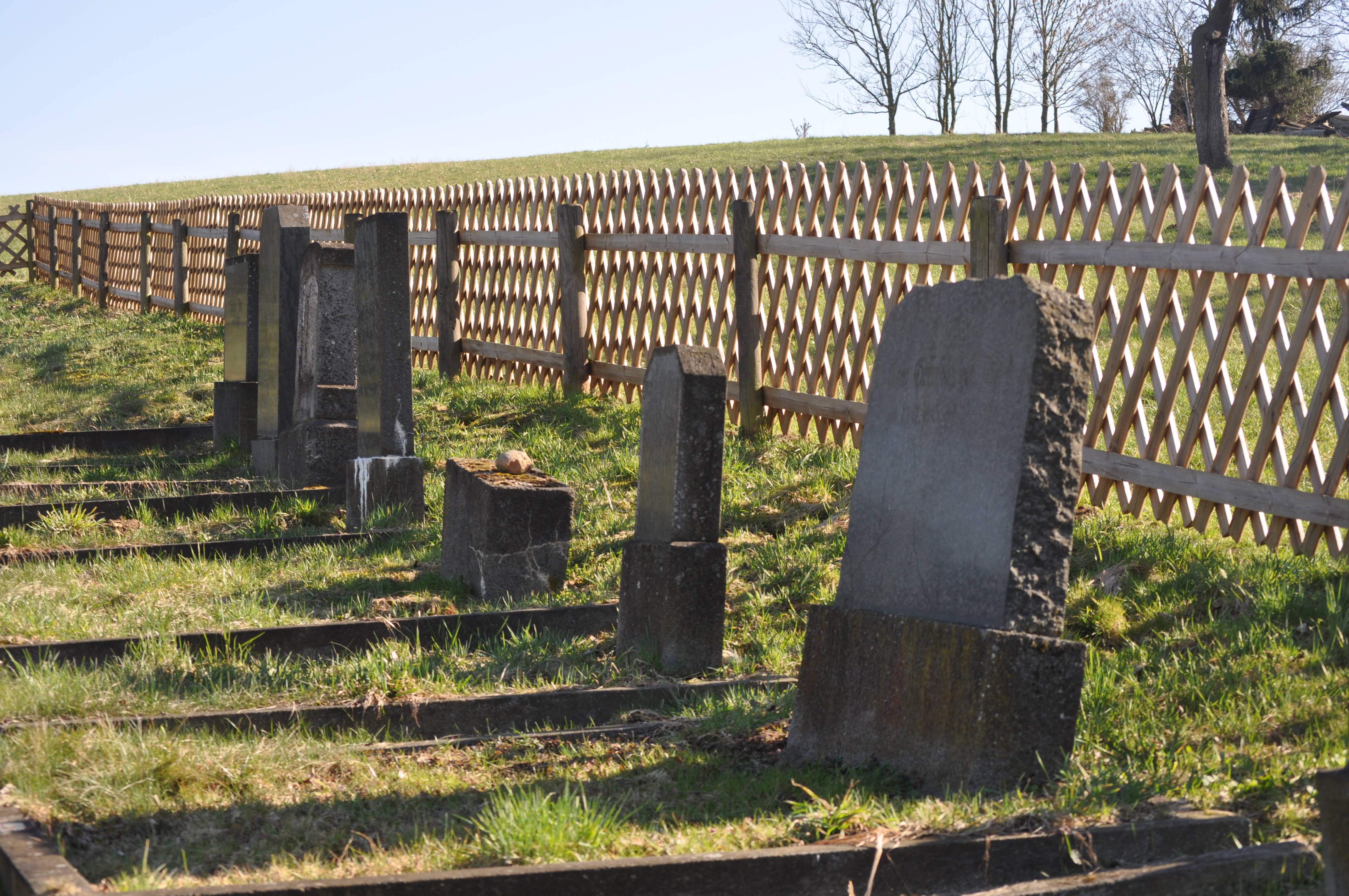
Grabsteine

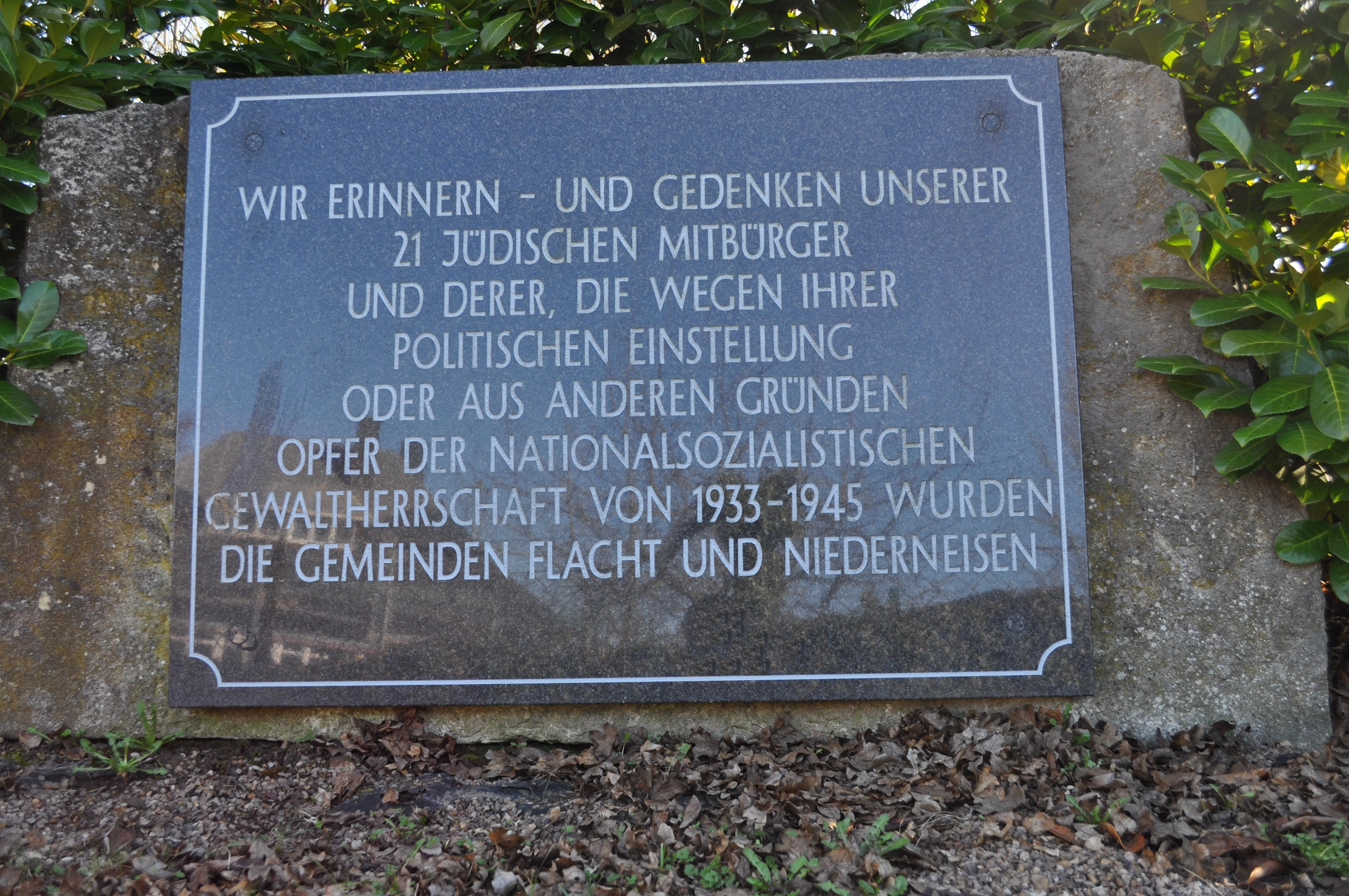
Gedenkstein jüdische Opfer auf dem Friedhof der Gemeinde

Der jüdische Friedhof von Flacht, einer Ortsgemeinde im Rhein-Lahn-Kreis in Rheinland-Pfalz, liegt außerhalb des Ortes, etwa 300 Meter oberhalb des kommunalen Friedhofs. Der Friedhof umfasst eine Fläche von 4,63 ar. Er wurde 1921 angelegt. Zuvor wurden die Verstorbenen der jüdischen Gemeinde Flacht auf dem jüdischen Friedhof in Diez bestattet.
Auf dem Friedhof wurde 1962 auf Anregung von Jehuda Leopold Frank ein Gedenkstein errichtet. Ein weiterer Gedenkstein, der an die 21 Todesopfer der nationalsozialistischen Diktatur erinnert, befindet sich auf dem Friedhof der Gemeinde.

## Die jüdische Gemeinde
Zwischen dem 18. Jahrhundert und den Jahren 1938/39 bestand in Flacht (mit Niederneisen) eine kleine jüdische Gemeinde. Die Juden machten etwa 5 % der Bevölkerung aus.
Neben dem Friedhof verfügte die jüdische Gemeinde über eine Synagoge, eine jüdische Schule (Religionsschule) und über ein rituelles Bad (Mikwe) in Niederneisen. Nach der Machtergreifung der Nationalsozialisten endete die Geschichte der jüdischen Gemeinde. 1936 verließen sechs jüdische Einwohner, 1938 neun und 1939 elf den Ort, die meisten zogen nach Frankfurt am Main und andere Städte; einigen gelang es, in die USA oder nach Palästina zu emigrieren. Während der Novemberpogrome 1938 wurden die Synagoge und der jüdische Friedhof völlig verwüstet.

## Gräber
Heute sind elf Gräber beziehungsweise Grabsteine vorhanden. Diese sind:
- Dina Saalberg geb. Arfeld (1849–1925, ohne Grabstein)
- Isaak Frank (1854–1926, mit Gedenkinschrift für Therese Frank, 1865–1942)
- Toni Grünfeld geb. Arfeld (1893–1926)
- Ludwig Frank (1926–1926)
- Salomon Löwenstein (1884–1929)
- Hermann Arfeld (1884–1931)
- Levi Adler aus Oberneisen (?–1931)
- Norbert Arfeld (1887–1935)
- Caroline Arfeld (1853–1936)
- Nathan Hermann aus Niederneisen (1865–1936, ohne Grabstein, dafür Gedenkstein für den Enkel Günther – Garx Mendel aus Niederneisen, 1921–2001 in New York)